# Atentado contra la embajada australiana en Indonesia
Fue un atentado terrorista ocurrido en la embajada australiana en Indonesia, que tuvo lugar el 9 de septiembre de 2004, cuando una furgoneta bomba explotó delante de la embajada australiana del distrito Kuningan, en el sur de Yakarta, a las 10:30 hora local (03:30 GMT), matando a 9 personas, incluido el atacante suicida, y dejando heridas a más de 150. 
Poco después, se reivindicaría el atentado en internet, donde escribirían: "Hemos decidido ajustar las cuentas a Australia, uno de los peores enemigos de Dios y del islam (...), uno de los hermanos muyahidin logró llevar a cabo una operación-mártir con coche bomba contra la embajada de Australia. Este es el primero de una serie de ataques (...), aconsejamos a los australianos que abandonen este país, si no, lo transformaremos en un cementerio para ellos. Aconsejamos al gobierno australiano que retire sus tropas de Irak. Si no se satisface nuestra demanda, daremos numerosos golpes dolorosos, las filas de coche bomba no terminarán" en la página (ya inexistente) islamic-minbar.com.
La misma organización terrorista autora de la masacre ya había atentado un año antes en un hotel indonesio, dejando decenas de muertos. Y el año de después realizaría otro en la isla de Bali, que acabaría con una veintena de vidas humanas, superando a ambos.

## Aviso previo del atentado
Un ministro australiano afirmó que un teléfono móvil envió un mensaje textual a las autoridades indonesias unos 45 minutos antes que la bomba explotara, advirtiendo de los ataques. Pese a ello, la policía indonesia lo negó.